# Světce
Světce (deutsch Swietze) ist eine Gemeinde in Tschechien. Sie befindet sich 15 Kilometer nordwestlich von Jindřichův Hradec und gehört zum Okres Jindřichův Hradec. Die Gemeinde hat ca. 140 Einwohner.

## Geographie
Světce befindet sich im Süden der Böhmisch-Mährischen Höhe im Tal des Direnský potok. Südöstlich erhebt sich der 692 m hohe Najdecké Čihadlo.
Nachbarorte sind Drunče im Norden, Mnich und Rosička im Nordosten, Horní Radouň im Osten, Najdek im Südosten, Nedbalov im Süden, Deštná im Südwesten sowie Březina im Nordwesten.

## Geschichte
Erstmals urkundlich erwähnt wurde das Dorf im Jahre 1255.

## Gemeindegliederung
Für die Gemeinde Světce sind keine Ortsteile ausgewiesen. Zu Světce gehören die Ansiedlung Nedbalov und die Einschichten Husárna, u Hunalů und U Pichů.

## Sehenswürdigkeiten
- Kapelle in Světce
- Wassermühle Zdechův mlýn